# أنجليكا أراجون
أنجليكا أراجون (تلفظ بالإسبانية: ‎/aŋˈxelika aɾaˈɣon/‏؛ مواليد 11 يوليو 1953) هي مغنية وممثلة سينمائية وتلفزيونية ومسرحية مكسيكية.

## وصلات خارجية
- أنجليكا أراجون على موقع IMDb (الإنجليزية)
- أنجليكا أراجون على موقع ألو سيني (الفرنسية)
- أنجليكا أراجون على موقع ميوزك برينز (الإنجليزية)
- أنجليكا أراجون على موقع أول موفي (الإنجليزية)
- أنجليكا أراجون على موقع قاعدة بيانات الأفلام السويدية (السويدية)
- أنجليكا أراجون على موقع ديسكوغز (الإنجليزية)
- أنجليكا أراجون على موقع قاعدة بيانات الفيلم (الإنجليزية)
- أنجليكا أراجون على موقع كينوبويسك (الروسية)